# Amphicynodontinae
Amphicynodontinae je pravděpodobný klad vyhynulých psotvárných šelem z infrařádu Arctoidea. Zatímco někteří vědci považují tuto skupinu za vyhynulou podčeleď medvědovitých, různé morfologické analýzy spojují podčeleď Amphicynodontinae spíše s ploutvonožci (Pinnipedia), protože ji tvořili polovodní savci podobní vydrám. Kromě podpory kladu Amphicynodontinae + Pinnipedia hodnotí další morfologické a některé molekulární analýzy medvědovité šelmy jako nejbližší žijící příbuzné ploutvonožců. McKenna & Bell ve své rozsáhlé práci z roku 1997 hodnotí Amphicynodontinae coby kmenové ploutvonožce v nadčeledi Phocoidea. Fosilie těchto savců byly nalezeny v Evropě, Severní Americe a v Asii.
Podčeleď Amphicynodontinae nemůže být zaměňována se samostatnou psotvárnou čeledí Amphicyonidae.

## Systém
- podčeleď †Amphicynodontinae (Simpson, 1945)
  - †Amphicticeps (Matthew and Granger, 1924)
    - †Amphicticeps makhchinus (Wang et al., 2005)
    - †Amphicticeps dorog (Wang et al., 2005)
    - †Amphicticeps shackelfordi (Matthew and Granger, 1924)

  - †Parictis (Scott, 1893)
    - †Parictis primaevus (Scott, 1893)
    - †Parictis personi (Chaffee, 1954)
    - †Parictis montanus (Clark & Guensburg, 1972)
    - †Parictis parvus (Clark & Beerbower, 1967)
    - †Parictis gilpini (Clark & Guensburg, 1972)
    - †Parictis dakotensis (Clark, 1936)

  - †Kolponomos (Stirton, 1960)
    - †Kolponomos newportensis (Tedford et al., 1994)
    - †Kolponomos clallamensis (Stirton, 1960)

  - †Allocyon (Merriam, 1930)
    - †Allocyon loganensis (Merriam, 1930)

  - †Pachycynodon (Schlosser, 1888)
    - †Pachycynodon tedfordi (Wang & Qiu, 2003)
    - †Pachycynodon tenuis (Teilhard de Chardin, 1915)
    - †Pachycynodon filholi (Schlosser, 1888)
    - †Pachycynodon boriei (Filhol, 1876)
    - †Pachycynodon crassirostris (Schlosser, 1888)

  - †Amphicynodon (Filhol, 1881)
    - †Amphicynodon mongoliensis (Janovskaja, 1970)
    - †Amphicynodon teilhardi (Matthew and Granger, 1924)
    - †Amphicynodon typicus (Schlosser, 1888)
    - †Amphicynodon chardini (Cirot and De Bonis, 1992)
    - †Amphicynodon cephalogalinus (Teilhard, 1915)
    - †Amphicynodon gracilis (Filhol, 1874)
    - †Amphicynodon crassirostris (Filhol, 1876)
    - †Amphicynodon brachyrostris (Filhol, 1876)
    - †Amphicynodon leptorhynchus (Filhol, 1874)
    - †Amphicynodon velaunus (Aymard, 1846)